# Mont Terri
Mont Terri är ett berg i Schweiz. Det ligger i distriktet Porrentruy och kantonen Jura, i den nordvästra delen av landet, 50 km norr om huvudstaden Bern. Toppen på Mont Terri är 804 meter över havet.